# Hazu (huyện)
Hazu-gun (幡豆郡; Phan Đậu quận) là một huyện cũ của tỉnh Aichi, Nhật Bản.
Năm 2003, huyện có dân số ước tính khoảng 58.921 người và mật độ dân số khoảng 696,88 người trên km². Tổng diện tích là 84.55 km².

## Thị xã và làng
- Hazu 2011 trong Nishio
- Isshiki 2011 trong Nishio
- Kira 2011 trong Nishio